# Шмидт, Александр Фёдорович
Алекса́ндр Фёдорович Шмидт (род. 1 марта 1965 года, Ангарск, РСФСР) — российский учёный-химик, профессор, доктор химических наук. Ректор Иркутского государственного университета (с мая 2020 года).

## Биография
В 1987 году окончил химический факультет Иркутского государственного университета, в этом же году начал работать в ИГУ, где работает по настоящее время. В 1991 году защитил кандидатскую диссертацию «Арилирование олефинов (реакция Хека) в присутствии палладиевых комплексов», в 2003 году защитил докторскую диссертацию «Сопряжение процессов превращения катализатора и основного каталитического цикла на примере реакции Хека». В 1996 году присвоено ученое звание доцента, в 2005 году — профессора.
- 1987—1991 — младший научный сотрудник института нефте- и углехимического синтеза Иркутского государственного университета;
- 1991—1993 — старший научный сотрудник института нефте- и углехимического синтеза Иркутского государственного университета;
- 1993—1995 — старший преподаватель кафедры физической и коллоидной химии Иркутского государственного университета ;
- 1995—2004 — доцент кафедры физической и коллоидной химии Иркутского государственного университета ;
- 2004—2007 — профессор кафедры физической и коллоидной химии Иркутского государственного университета;
- 2007 — по настоящее время — заведующий кафедрой физической и коллоидной химии Иркутского государственного университета;
- 2007—2012 — директор НИИ нефте- и углехимического синтеза ИГУ Иркутского государственного университета;
- 2012—2015 — проректор по научной работе Иркутского государственного университета;
- 2015—2017 — проректор по научной работе международной деятельности Иркутского государственного университета;
- 2017-май 2019 — первый проректор Иркутского государственного университета;
- май 2019 — октябрь 2020 — врио ректора ИГУ.
- с октября 2020 г. — по настоящее время — ректор ИГУ.

## Область научных интересов
Разрабатываемые научные направления:
1. Кинетика сложных химических реакций
2. Кинетические исследования каталитических реакций с учётом процессов превращения катализатора за пределами каталитического цикла
3. Фундаментальные закономерности механизмов каталитических реакций кросс-сочетания (реакции Мицороки-Хека, Сузуки-Мияуры, Соногаширы)
А. Ф. Шмидт — автор или соавтор 223 научных и учебных работ, в том числе 69 публикаций, проиндексированых в Web of Science, 15 из которых — в журналах, входящих в первые квартили по своим предметным областям. Председатель диссертационного совета по защите докторских диссертаций, член научного совета по катализу РАН. Зарегистрирован в федеральном реестре экспертов научно-технической сферы, эксперт Российского научного фонда. Руководитель научных проектов РФФИ, РНФ, АВЦП «Развитие потенциала высшей школы», ФЦП «Научные и научно-педагогические кадры инновационной России», конкурсной части государственного задания в сфере научной деятельности.
Под руководством А. Ф. Шмидта защищены 4 кандидатских диссертации.

## Сведения о созданных теориях, изобретениях, сделанных открытиях
1. Разработаны методы оценки дифференциальной селективности катализатора, использующие фазовые траектории конкурирующих реакций, позволяющие обойтись без процедуры дифференцирования кинетических экспериментальных данных. Для реализации этих методов достаточно стандартного набора оборудования химической лаборатории, способного получать интегральные кинетические данные о реакции. В англоязычной литературе метод получил название «Schmidt’s analysis of differential selectivity (SADS)»  Архивная копия от 3 июня 2020 на Wayback Machine
2. Разработаны методы исследования механизмов сложных каталитических реакций, базирующиеся на измерении дифференциальной селективности каталитических систем. Основным преимущества данных методов перед традиционными кинетическими исследованиями, использующими в качестве основного измеряемого параметра скорость реакции (активность катализатора), является независимость дифференциальной селективности от актуального количества активного катализатора.
3. Методы использованы в реакции Хека и её модификациях, реакции Сузуки, реакции Соногаширы, а также родственного процесса прямого арилирования гетероароматических соединений. Найдены прямые экспериментальные доказательства гипотез механизмов этих процессов. Получение подобных доказательств было невозможно ранее с использованием традиционных методов химической кинетики.
4. Разработана формализованная процедура планирования экспериментов, позволяющая установить механизм сопряжения процессов формирования, дезактивации, регенерации катализатора и основного каталитического цикла реакции как совокупности взаимодействующих и взаимозависимых превращений с участием исходных компонентов каталитической системы, реагентов, среды, промежуточных и побочных продуктов. Установлена химическая природа процессов формирования, дезактивации и регенерации катализатора в ходе реакций кросс-сочетания. Обнаружен автокаталитический характер процессов формирования катализатора и положительная обратная связь между скоростью формирования катализатора и скоростью базовой каталитической реакции.

## Научная деятельность

### Гранты
- ФЦП «Научные и научно-педагогические кадры инновационной России» на 2009—2013 годы", Соглашение № 14.B37.21.0795 «Синтез, природа и свойства наночастиц и нанокомпозитов в катализе реакций превращения ненасыщенных углеводородов», 2012—2013 гг. (руководитель)
- Минобрнауки, Задание № 4.353.2014/K на выполнение научно-исследовательской работы в рамках конкурсной части государственного задания в сфере научной деятельности «Физико-химические аспекты формирования и функционирования гомогенных и наноразмерных катализаторов превращения ненасыщенных углеводородов на основе катионных и нейтральных комплексов никеля и палладия в различных степенях окисления», 2014—2016 гг. (руководитель)
- Российский научный фонд, грант № 14-13-00062 «Установление фундаментальных особенностей реакции арилирования алкенов ангидридами ароматических кислот на основании результатов комплексного кинетического исследования с использованием новых подходов», 2014—2016 гг. (руководитель)
- Грант РФФИ № 16-29-10731 офи_м «Различение гомогенного и гетерогенного механизмов катализа реакции прямого арилирования ароматических и гетероароматических соединений по С-Н-связи в присутствии растворимых и нерастворимых предшественников катализатора» 2016—2019 гг. (руководитель)
- Минобрнауки, Задание № 4.9489.2017/БЧ на выполнение научно-исследовательской работы в рамках базовой части государственного задания в сфере научной деятельности «Новые кинетические методы установления механизмов каталитических процессов и дизайн каталитических систем для атом-экономного превращения ненасыщенных соединений на основе комплексов никеля и палладия», 2017—2019 гг. (руководитель)
- Российский научный фонд, грант № № 19-13-00051 «Установление фундаментальных особенностей перспективной реакции Сузуки-Мияуры с доступными, но малореакционноспособными субстратами с использованием новых кинетических методов исследования», 2019—2021 гг. (руководитель)

## Награды
- Почётное звание «Почётный работник сферы образования Российской Федерации»;
- Почётная грамота Президиума Сибирского отделения РАН.

## Семья
Женат, имеет сына.
Отец: Шмидт Фёдор Карлович (1941 г. рождения), доктор химических наук, профессор, бывший ректор Иркутского государственного университета.
Брат: Шмидт Сергей Фёдорович (1971 г. рождения), кандидат исторических наук, доцент ИГУ, известный политолог, публицист, блоггер.